# Katarina Andersson
Ida Katarina Andersson (Luleå, 19 maggio 1983) è un'ex cestista svedese.

## Carriera
Con la Svezia ha disputato i Campionati europei del 2013.